# 警視庁殺人課
『警視庁殺人課』（けいしちょうさつじんか）は、1981年4月13日から10月19日まで、テレビ朝日系列で放送された刑事ドラマ。放送時間は毎週月曜21:00-21:54（JST）。全26話。

## 概要
NYPD帰りの「ミスター」こと五代警部を中心とした警視庁の新設セクション「殺人課」（架空）を舞台に、特殊訓練を積んだ刑事たちの活躍を描く。海外の刑事ドラマを意識した奇抜なガンアクションやカーチェイスを交えたハードボイルド色の強い内容であった。
菅原文太は民放の連続テレビドラマ初主演作で、東映の仁侠映画を多数手がけた俊藤浩滋プロデュースの下、ドル箱シリーズであった『トラック野郎』シリーズのスタッフが集結して制作されたが、裏番組に『欽ドン!』が放送されていたこともあり視聴率は平均8％（関東地方・ビデオリサーチ調べ）と伸び悩んだ。このため、後半は人情もののエピソード中心に路線変更した。
最終回（第25話、第26話）は前後編式が取られたが、改編期の特番が挟まった影響で第26話の放送は3週間後（通常より2週遅れ）まで延びた。最終回では、途中降板した久保刑事を除く殺人課のメンバーが全員殉職するというストーリーは「最後は華々しくやろうじゃないか」という主演の菅原の考えから実現したということで、全員の殉職シーンだけで4日がかりの撮影になったという。

## キャスト

### 「殺人課」メンバー
五代尭（警部、通称：ミスター）：菅原文太
ニューヨーク市警での勤務10年を経て、殺人課創設にチーフとして参加した荒くれ刑事。愛車はポルシェ・356。「捜査は戦争」という荒唐無稽な持論のもと、型破りな捜査手法で犯罪者を追い詰めて行く。しかし最終話で幼稚園バスをジャックした犯人グループの一人を仕留めた後に不意を突かれて主犯の女の狙撃に遭い、駆けつけた田丸の目の前で殉職した。
虎間一平（通称：秀才）：三田村邦彦
警察学校を優秀な成績で卒業という経歴があるが、捜査能力も非凡である。最終回でバスジャック人質救出作戦の最中に、エンジェルの死で動揺したところを犯人のめった撃ちに遭い、犯人のひとりを仕留めるもそのまま絶命した。
眉村冴子（通称：エンジェル）：一色彩子　
殺人課の紅一点。初期はヌードを交えたお色気シーンの場面が多かった。 愛車はアルファロメオ・アルファスッド。最終回の人質救出作戦では、人質の母親を庇って犯人の銃弾を浴び死亡した。
久保剛（通称：ウルフ）：剛竜馬
殺人課の体力派刑事。第14話以降顔を見せなくなる（殺人課員が6人から5人になる）が、オープニングでのクレジットには最終回まで登場。
村木譲（通称：チャンス）：関根大学
殺人課の体力派刑事No.2。愛車のバイクはスズキ・GS400E。第25話で暴走する幼稚園バスに捨て身で乗り込んで犯人に撃たれるも、最後の力を振り絞りバスを停止させ殉職。
額田司郎（警部補、通称：ビショップ）：中谷一郎
殺人課のデスクワーク担当。第25話で暴走する幼稚園バスを止めようとするも撥ねられ瀕死の重傷を負い、続く最終話で息を引き取る。

### ミスターの関係者
田丸隆一郎（警視庁刑事部長、警視監）：鶴田浩二
ミスターの上司で理解者、若いときからの付き合いで、仕事以外では先輩と呼ばれている。刑事部長という立場ながら自ら現場に立ち狙撃も行う行動派。
五代可奈子（ミスターの妹）：里見奈保（現・鶴田さやか）　（第1話－第12話・第14話・第18話・第24話）
車椅子での生活をおくっているが、理由については言及されていない。終幕での出演が多い。
平田（捜査第一課長）：梅宮辰夫　（第1話・第4話・第7話）
ミスターのライバル役で、初期の数話のみ出演。
銀座のバー「Lupin」のマスター：ディック・ミネ
エンディングおよび第25・26話のみの出演。店はミスターの行きつけの場所らしい。彼の娘は幼稚園の教員であり、事件に巻き込まれてしまう。

## スタッフ
- 企画：勝田康三(テレビ朝日)、俊藤浩滋（藤映像コーポレーション）
- プロデューサー：福湯通夫（東映）、高村賢治（東映）、福井良春（藤映像コーポレーション）
- 脚本：掛札昌裕、杉村のぼる、佐藤繁子、鴨井達比古、内藤誠、村尾昭、石丸要、中島信昭、石松愛弘、石森史郎、神波史男、奥山貞行、播磨幸兒、大野武雄、上下真三、金子成人
- 監督：中島貞夫、小平裕、鷹森立一、原田隆司、松尾昭典、竹本弘一
- 音楽：小林亜星、上田力
  - 編曲：筒井広志
  - 演奏：上田力&パワーステーション
- 撮影：吉田貞次、中島徹、中島芳男、奥村正祐、池田健策
- 照明：山口利雄、増川弘邦、川崎保之丞
- 録音：川島一郎、岡村昭治、橋本泰夫
- 助監督：浅沼順、新井清、長谷川計二
- ナレーター：神太郎
- 擬斗：金田治
- 制作:テレビ朝日、東映、藤映像コーポレーション

## サブタイトル
| 話数 | 放送日         | サブタイトル                            | 脚本                       | 監督     | ゲスト出演者 | 視聴率 |
| ---- | -------------- | --------------------------------------- | -------------------------- | -------- | --- | ------ |
| 1    | 1981年 4月13日 | 復讐のバラード                          | 掛札昌裕                   | 中島貞夫 | 千葉真一、石橋蓮司、大葉健二、 小沢象、嵯峨善兵                                                                                       | 11.0%  |
| 2    | 4月20日        | 身代金2億5千万!                         | 杉村のぼる                 | 小平裕   | 鹿内孝、大木実、北林早苗 | 12.1%  |
| 3    | 4月27日        | 狼たちの青春                            | 佐藤繁子                   | 中島貞夫 | 原田美枝子、清水健太郎、 南原宏治、中田博久                                                                                           | 9.1%   |
| 4    | 5月4日         | 奴が愛した越路吹雪                      | 鴨井達比古                 | 鷹森立一 | 待田京介、森田理恵、山本清 | 6.1%   |
| 5    | 5月11日        | 焔の女                                  | 佐藤繁子                   | 鷹森立一 | 江波杏子、幸田宗丸、西沢利明、河合絃司                                                                                                | 6.5%   |
| 6    | 5月18日        | 殺意のコネクション                      | 内藤誠                     | 小平裕   | 石田純一、にしきのあきら、今井健二、 八名信夫                                                                                         | 9.2%   |
| 7    | 5月25日        | 白昼のスナイパー                        | 村尾昭                     | 原田隆司 | 中尾彬 | 9.8%   |
| 8    | 6月1日         | 空中に舞う三億円                        | 掛札昌裕                   | 原田隆司 | 矢吹二朗、ジョニー大倉、亜湖、睦五郎                                                                                                  | 5.9%   |
| 9    | 6月8日         | 白い恐怖バラキ                          | 石丸要                     | 鷹森立一 | 蟹江敬三、片桐夕子、石橋雅史、武藤章生                                                                                                | 6.1%   |
| 10   | 6月15日        | 泥沼に咲いたバレリーナ                  | 中島信昭                   | 鷹森立一 | 西村晃、平田昭彦、梅津栄、 仁和令子、立木義浩                                                                                         | 7.9%   |
| 11   | 6月22日        | ナイター殺人事件 手話をつかう少年       | 石松愛弘                   | 小平裕   | 小堺一機、堀田真三、高原駿雄、 荒木由美子、剣持伴紀、高城淳一                                                                         | 8.5%   |
| 12   | 6月29日        | 料亭殺人事件 銃口に散った女             | 石松愛弘                   | 小平裕   | 二宮さよ子、滝田裕介、浜田寅彦、 河原崎次郎、神田隆                                                                                   | 7.9%   |
| 13   | 7月6日         | 空港ホテル殺人事件・ 浴槽に浮かぶ美女   | 石森史郎                   | 松尾昭典 | 岡崎二朗、中田博久 | 8.1%   |
| 14   | 7月13日        | 連続美女殺人事件・ 女を喰う虫           | 神波史男 奥山貞行 石森史郎 | 原田隆司 | 鈴鹿景子、藤木孝、桜井浩子、 吉岡ひとみ、南城竜也                                                                                     | 8.9%   |
| 15   | 7月20日        | 日米暗黒街・ 息子よ、私を撃って!        | 播磨幸兒                   | 鷹森立一 | 谷隼人、稲野和子、渋谷昌道、奥村公延                                                                                                  | 5.8%   |
| 16   | 7月27日        | ダイナマイト殺人事件・ 幻のチャンピオン | 佐藤繁子                   | 鷹森立一 | ガッツ石松、にしきのあきら、浦辺粂子、 八名信夫                                                                                       | 8.4%   |
| 17   | 8月3日         | 白昼の通り魔事件・ 父を返せ!            | 中島貞夫                   | 中島貞夫 | 赤座美代子、片桐竜次、山本ゆか里、 一柳みる、東郷晴子                                                                                 | 10.2%  |
| 18   | 8月10日        | ハイウェイ殺人事件・ 死の運び屋         | 中島信昭                   | 中島貞夫 | 遠藤太津朗、待田京介、伊藤敏八、 加山麗子、久富惟晴、 小田部通麿、横山あきお                                                          | 8.5%   |
| 19   | 8月17日        | 恐怖のロープウェイ・ 死の脱出!          | 石森史郎                   | 竹本弘一 | 寺田農、竹井みどり、本郷直樹、河合絃司、 小池雄介、西田昭市、姿鐵太郎、津村浩                                                         | 7.2%   |
| 20   | 8月24日        | 幽霊殺人事件・ 戦慄の白いドレス         | 佐藤繁子                   | 竹本弘一 | 西田健、三角八郎、永井秀和、河原裕昌                                                                                                  | 6.3%   |
| 21   | 8月31日        | 女子高生殺人事件・ 死の標的             | 鴨井達比古                 | 鷹森立一 | 春田純一、貞永敏、萩原佐代子、 鈴木瑞穂、長谷川待子、中村孝雄、 菅貫太郎                                                              | 10.4%  |
| 22   | 9月7日         | 新妻殺人事件・ 暴走Gメンを撃て!         | 大野武雄 上下真三          | 鷹森立一 | 伊吹吾郎、早乙女愛、成瀬正、福崎和宏                                                                                                  | 6.7%   |
| 23   | 9月14日        | 六本木族殺人事件・ 謎の女マリア         | 金子成人                   | 中島貞夫 | 大村波彦、品川隆二、芦川よしみ、中村れい子                                                                                            | 6.3%   |
| 24   | 9月21日        | 仁義なき殺人・ 望郷の最終列車           | 村尾昭                     | 小平裕   | 頭師佳孝、鹿内孝、長谷川弘 | 8.4%   |
| 25   | 9月28日        | 警視庁殺人課 全員殉職! PART 1           | 中島貞夫 掛札昌裕          | 竹本弘一 | 石橋蓮司、左時枝、辻萬長、市川好朗、 内田直哉、相馬剛三、松本朝夫、 永井秀明、立石涼子、藤山律子、 大西徹哉、大木正司、ディック・ミネ | 5.4%   |
| 26   | 10月19日       | 警視庁殺人課 全員殉職! PART 2           | 中島貞夫 掛札昌裕          | 竹本弘一 | 石橋蓮司、左時枝、辻萬長、市川好朗、 内田直哉、相馬剛三、松本朝夫、 永井秀明、立石涼子、藤山律子、 大西徹哉、大木正司、ディック・ミネ | 6.6%   |

平均視聴率は8.0%（関東地区・ビデオリサーチ調べ）。

## テーマ曲
OP：「アーバン・サンライズ(Urban Sunrise)」
作曲：小林亜星、演奏：上田力&パワーステーション
ED：「眠れ都会よ」
作詞：竜真知子、作曲：小林亜星、編曲：上田力、歌：菅原文太（発売：日本コロムビア）
挿入歌：「砂漠」（第11話－第18話・第21話・第22話・第24話・第25話）
作詞曲：谷村新司、編曲：青木望、歌：カーン・リー（発売：日本コロムビア）
次回予告・最終回ED：「Mr.」

## DVD
東映ビデオより全26話を収録したDVD-BOXが発売された。VOL・1に第1話〜第13話、VOL・2に第14話〜第26話がそれぞれ収録されている。また再放送は、東映チャンネルで行われている。